# Brunch
Brunch er en blanding af morgenmad og frokost. Ordet stammer fra engelsk, og er en sammentrækning af ordene breakfast (morgenmad) og lunch (frokost). På dansk ses undertiden også mokost, dannet af morgenmad og frokost. Brunch er et stort måltid og spises ofte i weekenden.
Den består dels af brød, ost, syltetøj, pandekager, youghurt, juice og mælk. Dels af æg, bacon, pølser etc. Frugt kan være en del af en brunch. Måltidet spises enten hjemme, med familie og venner eller på café.